# Hipperga-Kona, Jevargi
Hipperga-Kona là một làng thuộc tehsil Jevargi, huyện Gulbarga, bang Karnataka, Ấn Độ.